# Совет революционного командования Курдистана
Совет Революционного Командования Курдистана (СРКК) — орган, существовавший в Иракском Курдистане в 1964-начале 1975 г. (в эпоху Сентябрьского восстания) для управления повстанческим районом.

## История
До лета 1964 г. повстанческим районом управляли органы Демократической партии Курдистана (ДПК), полевые командиры и местные вожди. При этом существовала подспудная борьба между Мустафой Барзани и племенными вождями, опиравшимся на традиционные структуры, с одной стороны, и Политбюро ДПК, стремившимся подчинить всё управление партийным структурам, с другой. Решение об организации курдских правительственных структур ознаменовало победу Барзани над «фракцией Политбюро»: оно было принято VI съездом ДПК в городе Рания (9 июля 1964 г.) одновременно с решением об исключении «фракции Политбюро» из партии. Буквально соответствующие пункты гласили следующее:
«3. Решено создать Совет Революционного Командования под председательством Мустафы Барзани и при участии представителей партии, партизанских отрядов и народа.
4. В случае возобновления военных действий Совет Революционного Командования провозглашает самоуправление Иракского Курдистана.
9. Конференция решила создать в сотрудничестве с национальными партизанскими отрядами гражданскую администрацию в освобожденных районах».
СРКК состоял первоначально из 43, затем из 63 человек, включая «народных представителей», представителей ДПК и представителей пешмерга (выбранных соответственно на «народной конференции», конференции ДПК и конференции пешмерга). Существовала квота для национальных и религиозных меньшинств: в СРКК было 4 христианина (2 ассирийца и 2 халдея), 1 туркмен и 1 араб — командир коммунистического батальона. СРКК считался «курдским парламентом» и номинально верховной властью в «освобождённом Курдистане»; он был разделен на комиссии: конституционную, юридическую, административную, военную и финансовую. Главным плодом конституционно-юридической деятельности СРКК было принятие «Дастура» — правового документа, представлявшего собой одновременно конституцию и свод законов повстанческого района. Председателем СРКК считался Мустафа Барзани.
Совету Революционного Командования был подчинен «Исполнительный комитет» (правительство). «Исполнительный комитет» составляли 18 человек (с аппаратом — до 100 сотрудников). Он был разделен на следующие бюро:
1. Политическое (функции МВД);
2. Военное;
3. Юстиции (ему подчинялись все гражданские суды);
4. Финансовое;
5. Иностранных дел (у курдов были представители в Европе и Каире, а затем и в США);
6. Экономическое;
7. Отдел СМИ (газеты и радиостанция «Голос Курдистана»);
8. Отдел безопасности и контрразведки.

Председателем «Исполнительного комитета» до января 1965 г. был д-р Мустафа Карадаги, затем д-р Махмуд Осман.
«Столицей» СРКК и «Исполнительного комитета» был городок Галала.
Эти структуры дали иракским курдам первый опыт реального самоуправления и государственного строительства, вновь оказавшийся актуальным в «Свободном Курдистане» начиная с 1991 г.